# Amore senza frontiere
Amore senza frontiere (異国色恋浪漫譚?, Ikoku Irokoi Romantan) è una serie manga di genere yaoi scritta ed illustrata da Ayano Yamane e pubblicato nel 2003. È stato adattato in un OAV di due episodi prodotto nel 2007-2008. In Italia è stato pubblicato nel 2012 dalla Magic Press.

## Trama
La storia si sviluppa attorno a Ranmaru, figlio di un boss yakuza, che si sposa per convenienza con Kaoru, a sua volta figlia di uno dei capi d'un altro clan.
Si trovano su una nave da crociera in Italia, per il loro viaggio di nozze: in quanto giapponesi si trovano al centro dell'attenzione di tutti gli altri passeggeri. Quella sera però, invece di un appassionato incontro amoroso i due litigano e Kaoru senza stare troppo a pensarci su butta Ranmaru fuori dalla cabina.
Il giovane un po' sconsolato si dirige al bar; inizia a chiacchierare con un uomo biondo italiano che conosce un po' di giapponese, Alberto Valentino soprannominato "Al". Dopo aver bevuto vari drink, ubriachi, fanno l'amore
Ma, sorpresa delle sorprese, la mattina seguente Ranmaru viene a sapere che Al altri non è che il capitano della nave.

## Personaggi
Ranmaru Ōmi (近江鸞丸?, Ōmi Ranmaru), voce di Kentarou Itou
Erede della famiglia yakuza Ōmi, e sposato per convenienza con Kaoru. Nonostante la giovane età preferisce uno stile di vita tradizionalmente giapponese, al punto da indossare un completo composto da kimono, sandali e fundoshi anche in Italia.
Il carattere orgoglioso e suscettibile di Ranmaru si accompagna spesso con una certa ingenuità verso il prossimo, che gli causerà prima una notte spesa con il capitano Alberto, poi, sulla terraferma, un rapimento da parte di loschi trafficanti di uomini.
Alberto Valentiano (アルベルト・ヴァレンティアノ?,  Aruberuto Vuarentiano) voce di Junichi Suwabe
Da sempre affascinato dal Giappone grazie all'influenza paterna, Alberto decide di apprenderne la lingua e visitare più volte il paese del Sol Levante, di cui confessa d'ammirare soprattutto le bellezze maschili.
Affascinato subito dalla figura di Ranmaru, cerca candidamente e più volte di far accettare i suoi sentimenti al riluttante ragazzo, che, nonostante il rifiuto è comunque attratto da Alberto e conta più volte su di lui.
Ryūji Gondō (権藤龍司?, Gondō Ryūji) voce di Ryōtarō Okiayu
Membro di un clan mafioso rivale a quello Ōmi, Ryūji nutre una profonda antipatia - reciproca fra i due -per Ranmaru, che trova colpevole, in ultimo, anche di aver sposato Kaoru, di cui Ryūji è sempre stato segretamente innamorato.
Kaoru Ōmi (近江薫?, Ōmi Kaoru) voce di Tomoko Kawakami
Sposatasi con un matrimonio combinato con l'erede degli Ōmi a causa della morte del padre, Kaoru è spesso insofferente del suo sposo, di cui non sopporta i modi antiquati. Al contrario Kaoru ama molto la moda europea e i luoghi del Mediterraneo; è proprio lei, infatti, ad organizzare il viaggio di nozze in crociera e poi in Italia.

## Volumi
| Nº | Titolo italiano Giapponese 「Kanji」 - Rōmaji                    | Data di prima pubblicazione    | Data di prima pubblicazione             |
| Nº | Titolo italiano Giapponese 「Kanji」 - Rōmaji                    | Giapponese                     | Italiano                                |
| 1  | Amore senza frontiere 「異国色恋浪漫譚」 - Ikoku Irokoi Romantan | aprile 2003 ISBN 9784877346232 | 17 novembre 2012 ISBN 978-88-7759-622-2 |